# Crowding macromolecular
El fenómeno de crowding macromolecular altera las propiedades de moléculas disueltas cuando están presentes altas concentraciones de otras macromoléculas en la misma solución. Estas condiciones se observan rutinariamente en las células. Por ejemplo, el citosol de Escherichia coli tiene una densidad entre 300 y 400 mg/mL de macromoléculas. El efecto de crowding ocurre porque esa alta concentración de macromoléculas reduce el volumen de solvente disponible para las demás moléculas en solución, lo que provoca que aumenten sus concentraciones efectivas.
El efecto de crowding puede hacer que las moléculas en las células se comporten de manera radicalmente diferente a como lo hacen en los tubos de ensayo. En consecuencia, las medidas de las propiedades de las enzimas o de los procesos metabólicos que se realizan en el laboratorio en soluciones diluidas pueden diferir en varios órdenes de magnitud de sus valores reales observables en células vivas. El estudio de los procesos bioquímicos bajo condiciones "crowded" es muy importante, ya que estas condiciones son omnipresentes en todas las células y el efecto podría ser esencial para la eficiente operación del metabolismo.

## Causa y efectos
El interior de las células es un espacio atestado de moléculas. Por ejemplo, las células de Escherichia coli pueden contener en un volumen de 0,7 a 0,6 μm³ más de 4288 proteínas diferentes y cerca de 1000 de alguna de estas se produce con cantidad suficiente como para poder ser fácilmente detectadas. A estas proteínas hay que sumarles, varias formas de ARN y el cromosoma de ADN de la célula, dando una concentración de macromoléculas que oscila entre los 300 a 400 mg/ml. En las células eucariotas, el interior se encuentra aún más atestatado ya que hay que sumarles los filamentos de proteínas que conforman el citoesqueleto. Ese entramado de filamentos divide al citosol en una red tridimensional de poros estrechos.
Estas elevadas concentraciones de macromoléculas ocupan una gran proporción del volumen de la célula, reduciendo el volumen disponible para las moléculas restantes. Este efecto de volumen excluido incrementa las concentraciones efectivas de las macromoléculas (aumentando su actividad), que a su vez altera la velocidad y las constantes de equilibrio de las reacciones en las que estas se encuentren involucradas. En particular, este efecto altera las constantes de disociación, favoreciendo la asociación de macromoléculas. Esto puede observarse cuando múltiples proteínas se asocian para formar complejos proteicos o cuando las proteínas de enlace a ADN se enlazan a su objetivo en el genoma. El efecto también puede afectar reacciones enzimáticas que involucran pequeñas moléculas si la reacción provoca un gran cambio en la forma de la enzima.
La magnitud del efecto de crowding depende tanto de la masa molecular como de la estructura de la molécula, a pesar de que la masa parece ser el efecto de mayor importancia. Notablemente, el efecto del tamaño no es lineal, por lo que las macromoléculas son más afectadas que las moléculas pequeñas (como aminoácidos, o azúcares simples). El crowding macromolecular es entonces un efecto que se ejerce por macromoléculas sobre las propiedades de otras macromoléculas.

## Importancia
El crowding macromolecular es un efecto importante en bioquímica y biología celular. Por ejemplo, el incremento de la fuerza de las interacciones entre proteínas y ADN producidas por el efecto podría ser de vital importancia en procesos como la transcripción y replicación del ADN. El efecto también se piensa que está involucrado en procesos tan diversos como la agregación de hemoglobina en la anemia de células falciformes y las respuestas de células a cambios de volumen.
La importancia del crowding en el plegamiento de las proteínas es de particular interés en la biofísica. Aquí, el efecto de crowding puede acelerar el proceso de plegamiento, debido a que una proteína plegada compacta ocupa menos volumen que una desplegada. Sin embargo, el efecto podría reducir el rendimiento de plegamiento correcto al incrementar la probabilidad de agregación. El efecto podría también incrementar la efectividad de las proteínas chaperonas, que podrían contrarrestar estas ineficiencias en el plegamiento.